# Медведица четырёхточечная
Медведица четырёхточечная (лат. Callimorpha quadripunctaria = Euplagia quadripunctaria) — вид бабочек семейства Медведицы.

## Описание

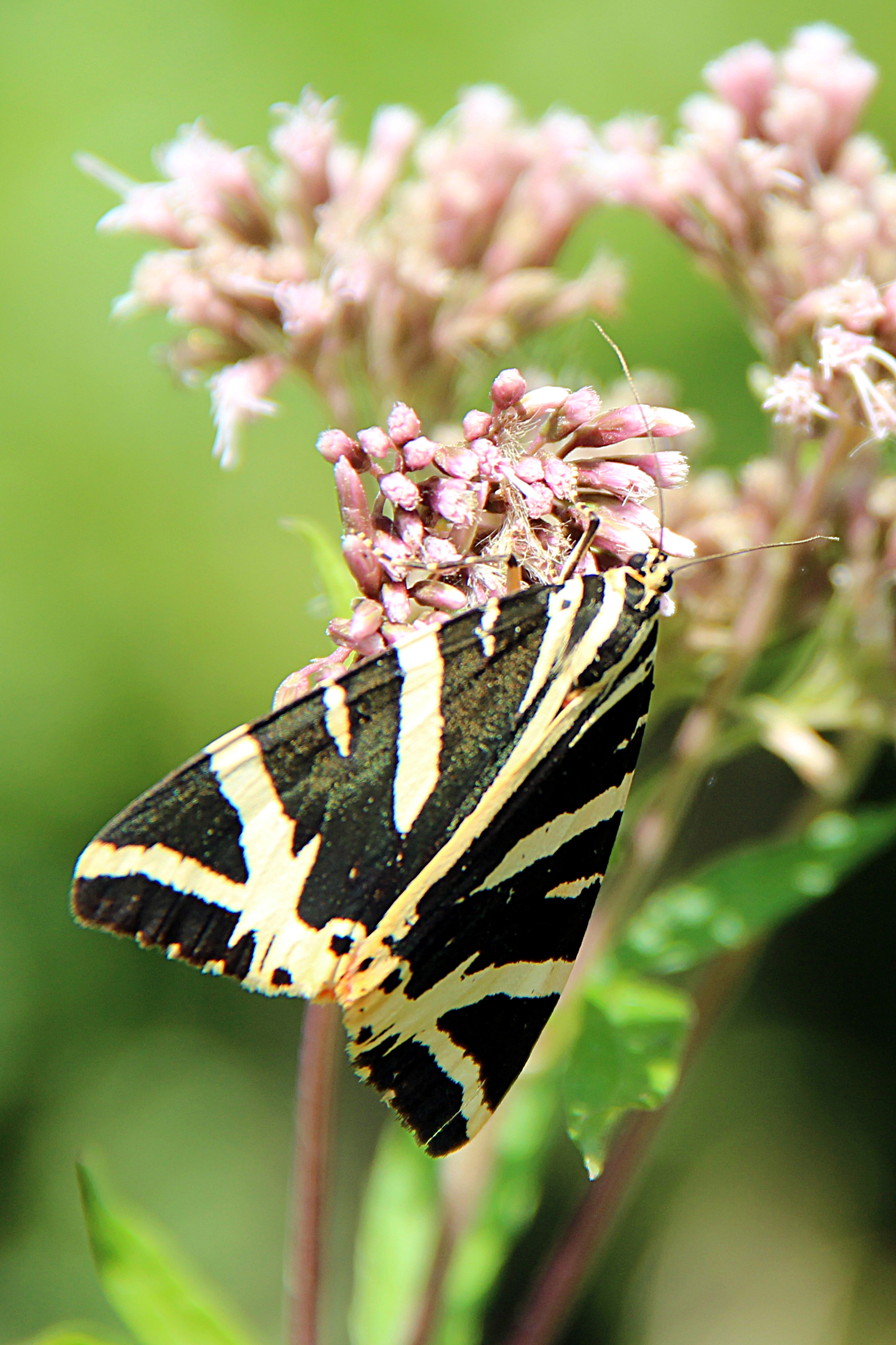
Бабочка со сложенными крыльями

Длина переднего крыла 27—29 мм. Размах крыльев 50—55 мм. Передние крылья чёрные с металлически зелёным отливом, и тремя косыми кремовыми полосами. Задний край крыла также кремовой окраски. Задние крылья красного цвета с тремя чёрными пятнами посередине и по внешнему краю крыла. Грудь чёрная со светлыми продольными полосами, брюшко красное, на нём располагается ряд чёрных точек.

## Ареал
Вся Центральная и Южная Европа — от Великобритании и Испании. Литва, Белоруссия, Украина, Крым, Молдавия, все страны Закавказья, Малая Азия, Турция, Сирия, Северный Иран, Туркменистан (Копетдаг). В России: европейская часть: на север почти до Санкт-Петербурга и Татарстана, на восток — до Оренбургской области, а также Северный Кавказ.

## Подвиды
- Euplagia quadripunctaria quadripunctaria (Европа, Северная Турция, Северный Иран, Южный Туркменистан)
- Euplagia quadripunctaria fulgida (Южная Турция, Сирия, Ливан)
- Euplagia quadripunctaria rhodosensis (Западная Турция и сопредельные острова Греции)

## Время лёта
С начала июля до начала сентября. Бабочки наиболее активны в ночное время, днём часто можно найти кормящимися на цветах.

## Место обитания
Поляны и вырубки широколиственных лесов, поляны, кустарниковые заросли, разнотравные склоны, поймы рек, овраги. Предпочитает влажные открытые места. Оседлый вид, несклонный к миграциям. Места обитания локальны.

## Размножение
Кормовые растения гусениц — яснотка, кипрей, крапива, а также жимолость, лещина, малина, ежевика. Зимует гусеница.

## Охрана
Была занесена в Красную книгу СССР (в 1984). Занесена в Красную книгу Курской области, Красную книгу Саратовской области, Красную книгу Волгоградской области.